# Пентково
Пентково (пол. Pętkowo, нім. Pentkowo) — село в Польщі, у гміні Сьрода-Велькопольська Сьредського повіту Великопольського воєводства.
Населення — 318 осіб (2011).
У 1975-1998 роках село належало до Познанського воєводства.

## Демографія
Демографічна структура станом на 31 березня 2011 року:
|          | Загалом | Допрацездатний вік | Працездатний вік | Постпрацездатний вік |
| -------- | ------- | ------------------ | ---------------- | -------------------- |
| Чоловіки | 166     | 40                 | 112              | 14                   |
| Жінки    | 152     | 30                 | 88               | 34                   |
| Разом    | 318     | 70                 | 200              | 48                   |